# Model Harwardzki
Model Harwardzki – tzw. map of the HRM territory, jeden z modeli zarządzania zasobami ludzkimi, koncepcja opracowana na Uniwersytecie Harvarda w USA.
Powstanie modelu harwardzkiego wiązało się z wprowadzeniem w 1981 r. do programu studiów MBA (Master of Business Administration), w Harvard Business School  obowiązkowego przedmiotu pod nazwą human resource management.
W modelu harwardzkim wyróżniono cztery główne obszary zarządzania zasobami ludzkimi, w których podejmuje się decyzje:
- partycypację pracowników,
- ruchliwość pracowniczą (przyjmowanie, przemieszczanie i zwalnianie),
- systemy nagradzania (bodźce, płace, udziały),
- organizację pracy (strukturyzację pracy).

W omawianym modelu przyjęto, iż wymienione obszary zarządzania zasobami ludzkimi stanowią przedmiot oddziaływania interesariuszy organizacji (akcjonariusze, kadra menedżerska, pracownicy, związki zawodowe, rząd i samorząd) oraz znajdują się pod wpływem czynników sytuacyjnych, takich jak struktury zatrudnienia, strategia przedsiębiorstwa, sytuacja na rynku pracy, technologia, prawo i systemy wartości. Ponadto zwrócono uwagę, że decyzje w sferze zarządzania zasobami ludzkimi pociągają za sobą w obszarze zasobów ludzkich zarówno skutki bezpośrednie  (efektywność,  zaangażowanie), jak i  pośrednie  (zadowolenie pracowników, efektywność organizacji, dobrobyt społeczny), powodujące efekt sprzężenia zwrotnego w stosunku do interesariuszy organizacji i czynników sytuacyjnych. W wyniku tego powstaje układ wzajemnych zależności, charakteryzujących harwardzki model zarządzania zasobami ludzkimi.
Model Harwardzki opiera się na założeniu, że ludzie mogą wpływać na wyniki przyjętej strategii poprzez włączenie ich w proces decyzyjny, właściwe motywowanie, tworzenie poczucia wspólnoty i wzajemnego zaufania.